# Hans Gerber (Maschinenbauingenieur)

Hans Gerber (ca. 1950)

Hans Gerber (* 28. Dezember 1904 in Oberburg BE; † 10. September 1982 in Zürich; heimatberechtigt in Trub) war ein Schweizer Maschinenbauingenieur und Hochschullehrer.

## Leben
Hans Gerber war der Sohn des Kaufmanns und Notars Ernst Alfred und der Magdalena Imobersteg. Er heiratete Aline Boch, Tochter von Heinrich Bloch.
Von 1915 bis 1923 besuchte er das Gymnasium in Burgdorf und studierte anschliessend bis 1927 Maschineningenieurwissenschaften an der ETH Zürich. Von 1927 bis 1950 war er als Forschungs-, später als Chefingenieur in der hydraulischen Abteilung der Escher Wyss AG in Zürich tätig.
Er war ein international anerkannter Abnahmeingenieur für Kraftwerkanlagen und befasste sich mit der maschinellen Ausrüstung von über 400 Kraftwerken. Von 1950 bis 1969 war er ordentlicher Professor für hydraulische Maschinen und Anlagen an der ETH Zürich. Wichtige Ergebnisse aus seinem Institut führten zu den Schweizer Regeln für Abnahmeversuche von Wasserturbinen und Pumpen. Ab 1970 hatte er ein eigenes Beratungsbüro.
Hans Gerber war Mitbegründer und Präsident verschiedener nationaler und internationaler Gremien.
Sein Nachlass befindet sich in der Bibliothek der ETH Zürich.